# François-Joseph Gossec
François-Joseph Gossec (1734-1829) là nhà soạn nhạc, nhạc trưởng, nhà sư phạm người Pháp. Ông là một trong những nhà soạn nhạc lớn thời kỳ âm nhạc Cổ điển.

## Cuộc đời và sự nghiệp
François-Joseph Gossec đã được học nhạc và hát trong dàn hợp xướng nhà thờ lớn ở Antwerp. Năm 1751, Gossec chuyển sang Paris và được Jean-Philippe Rameau giúp đỡ, nâng cao những kiến thức âm nhạc. Gossec đã sáng tác cho Rameau bản giao hưởng đầu tiên trong sự nghiệp của mình. Bản đó ra đời vào năm 1754. Trong khoảng thời gian từ năm 1762 đến năm 1769, Gossec phục vụ hoàng thân Condé, sáng tác nhiều bản tứ tấu đàn dây. Năm 1773, ông sáng lập "Những buổi hòa nhạc tôn giáo", chỉ đạo những buổi đó cho đến năm 1777. Năm 1784, ông tổ chức và điều hành Trường dạy hát Hoàng gia. Khi trường chuyển thành Nhạc viện Paris, ông đã dạy môn sáng tác tại đó trong các năm 1795-1815.

## Các tác phẩm
François-Joseph Gossec đã sáng tác 29 bản giao hưởng, 20 vở opera, các bản nhạc nhà thờ và hợp xướng. Đặc biệt, bản Te Deum (1790) của ông đã có số lượng người biểu diễn rất lớn: 1200 ca sĩ và 300 kèn biểu diễn. Trong số này, có khá nhiều tác phẩm hưởng ứng Cách mạng Pháp.

## Danh mục tác phẩm

### Sáng tác cho dàn nhạc
- Sei sinfonie a più strumenti op. 4 (1759)
- Sei sinfonie a più strumenti op. 5 (1761)
- Six symphonies op. 6 (1762)
- Six symphonies à grand orchestre op. 12 (1769)
- Deux symphonies (1773)
- Symphonie n° 1 (c. 1771-1774)
- Symphonie n° 2 (c. 1771-1774)
- Symphonie en fa majeur (1774)
- Symphonie de chasse (1776)
- Symphonie en ré (1776)
- Symphonie en ré (1777)
- Symphonie concertante en fa majeur n° 2, à plusieurs instruments (1778)
- Symphonie en do majeur for wind orchestra (1794)
- Symphonie à 17 parties en fa majeur (1809)

### Thính phòng
- Sei sonate a due violini e basso op. 1 (c. 1753)
- Sei quartetti per flauto e violino o sia per due violini, alto e basso op. 14 (1769)
- Six quatuors à deux violons, alto et basse op. 15 (1772)

### Thanh nhạc và hợp xướng
- Messe des morts (Requiem) (1760)
- La Nativité, oratorio (1774)
- Te Deum (1779)
- Te Deum à la Fête de la Fédération for three voices, men's chorus and wind orchestra (1790)
- Hymne sur la translation du corps de Voltaire au Panthéon for three voices, men's chorus and wind orchestra (1791)
- Le Chant du 14 juillet (Marie-Joseph Chénier) for three voices, men's chorus and wind orchestra (1791)
- Dernière messe des vivants, for four voices, chorus and orchestra (1813)

Gossec also wrote a piece by the name of tambourin for Flute & Guitar ca. 1790

### Opera
- Le tonnelier, opéra comique (1765)
- Le faux Lord, opéra comique (1765)
- Les pêcheurs, opéra comique en 1 act (1766)
- Toinon et Toinette, opéra comique (1767)
- Le double déguisement, opéra comique (1767)
- Les agréments d'Hylas et Sylvie, pastorale (1768)
- Sabinus, tragédie lyrique (1773)
- Berthe, opera (1775, not extant)
- Alexis et Daphné, pastorale (1775)
- Philémon et Baucis, pastorale (1775)
- La fête de village, intermezzo (1778)
- Thésée, tragédie lyrique (1782)
- Nitocris, opera (1783)
- Rosine, ou L'épouse abandonnée, opera (1786)
- Le triomphe de la République, ou Le camp de Grandpré, divertissement-lyrique en 1 acte, (Chénier) (1794) - includes a famous Tambourin.
- Les sabots et le cerisier, opera (1803)